# USS Alabama (SSBN-731)
Pour les autres navires du même nom, voir USS Alabama.
L'USS Alabama (SSBN-731) est le sixième sous-marin nucléaire lanceur d'engins de la classe Ohio de l'United States Navy. Il s'agit du sixième navire de l'US Navy à porter le nom de l'état de l'Alabama. Sa devise est Audemus jura nostra defendere, « Nous osons défendre nos droits », la même que celle de l'État dont il porte le nom.
Il est principalement connu depuis la sortie du film USS Alabama en 1995.

## Construction
Le contrat fut accordé le 27 février 1978 au chantier naval Electric Boat de Groton, dans le Connecticut avant la pose de sa quille le 14 octobre 1980. Il fut lancé le 19 mai 1984 et placé dans le service actif le 25 mai 1985 à la base navale de New London dans le Connecticut.

## Carrière
Après avoir été mis en service, l'Alabama a quitté le Connecticut pour conduire des essais en mer au large des côtes de Floride avant de visiter Mobile, dans l'état dont il porte le nom pour finalement rejoindre son port d'attache à la base navale de Kitsap, sur la péninsule de Kitsap dans l'état de Washington. Le 28 juillet 1986, il termine sa première patrouille opérationnelle.
En mai 1988, l'Alabama a conduit à bien un test balistique de tir de deux missiles Trident I C4. Le 1er septembre 1988, le sous-marin a gagné la base de Bangor, complétant ainsi sa neuvième patrouille et la centième accomplie par une unité équipée de missiles Trident. Une cérémonie officielle a eu lieu à l'issue de son accostage, en présence du sous-secrétaire à la Marine, Henry L. Garrett III. En août 1989, l'USS Alabama prit part à d'autres essais missiles en tirant quatre Trident C4.

## Dans la culture populaire
L'Alabama apparaît dans le film USS Alabama sorti en 1995. Il est alors commandé par le capitaine Franck Ramsey, interprété par Gene Hackman qui est secondé par le lieutenant-commander Ron Hunter joué par Denzel Washington. Le sous-marin est secoué par une mutinerie alors que la fédération de Russie est soumise à des troubles politiques.